# هلا التويجري
هلا بنت مزيد بن محمد التويجري، (1977 -) رئيس هيئة حقوق الإنسان في السعودية منذ 22 سبتمبر 2022، وهي أول امرأة تشغل هذا المنصب في السعودية، شغلت منصب الأمينة العامة لمجلس شؤون الأسرة في المملكة العربية السعودية منذ يونيو (حزيران) 2017م، ورئيسة فريق تمكين المرأة في مجموعة العشرين ومستشارة إدارية في وزارة الموارد البشرية والتنمية الاجتماعية بالمرتبة الخامسة عشر منذ أبريل (نيسان) 2021م. من ومواليد عام 1977م تهتم بقضية تمكين المرأة وتوظيف طاقاتها والعمل على تطويرها وارتفاع نسبة تمثيل المرأة في سوق العمل تماشياً مع رؤية المملكة 2030.
حاصلة على كل من البكالوريوس والماجستير والدكتوراه في الآدب الإنجليزي من جامعة الملك سعود، وعملت كمعيدة بعد حصولها على درجة الماجستير بالجامعة نفسها.

## أبرز مناصبها
- رئيسة هيئة حقوق الإنسان في السعودية.
- وكيلة اللغة الإنجليزية في كلية الآداب بجامعة الملك سعود.
- أمين عام شؤون الأسرة في السعودية.
- رئيس مجلس شؤون المرأة السعودية.
- تمثيل دور المرأة في الأمم المتحدة لدعم المرأة.[4]

## عضوياتها
- عضوية اللجنة الاستشارية لجائزة الأميرة نورة للتميز النسائي.
- عضوية المجلس الاستشاري للبرنامج الثقافي في الجمعية العربية السعودية للثقافة والتراث.
- عضوية لجنة المرأة في لجنة الأمم المتحدة الاقتصادية والاجتماعية لغرب آسيا (إسكوا) ولجنة عمل المرأة في منظمة العمل العربية.

## الأوسمة
- نالت وسام الملك عبد العزيز من الدرجة الثانية عام 2021م.